# Аттіка (Огайо)
Аттіка (англ. Attica) — селище (англ. village) в США, в окрузі Сенека штату Огайо. Населення — 873 особи (2020).

## Географія
Аттіка розташована за координатами 41°3′46″ пн. ш. 82°53′13″ зх. д. / 41.06278° пн. ш. 82.88694° зх. д. (41.062864, -82.886896).  За даними Бюро перепису населення США в 2010 році селище мало площу 1,74 км², з яких 1,72 км² — суходіл та 0,02 км² — водойми.

## Демографія
Згідно з переписом 2010 року, у селищі мешкало 899 осіб у 364 домогосподарствах у складі 266 родин. Густота населення становила 517 осіб/км².  Було 428 помешкань (246/км²).
Расовий склад населення:
| - 96,3 % — білих - 0,8 % — чорних або афроамериканців |

До двох чи більше рас належало 2,7 %. Частка іспаномовних становила 1,3 % від усіх жителів.
За віковим діапазоном населення розподілялося таким чином: 25,6 % — особи молодші 18 років, 56,9 % — особи у віці 18—64 років, 17,5 % — особи у віці 65 років та старші. Медіана віку мешканця становила 39,8 року. На 100 осіб жіночої статі у селищі припадало 95,4 чоловіків;  на 100 жінок у віці від 18 років та старших — 88,5 чоловіків також старших 18 років.
Середній дохід на одне домашнє господарство  становив 54 910 доларів США (медіана — 48 750), а середній дохід на одну сім'ю — 61 347 доларів (медіана — 52 386). За межею бідності перебувало 11,2 % осіб, у тому числі 13,2 % дітей у віці до 18 років та 9,5 % осіб у віці 65 років та старших.
Цивільне працевлаштоване населення становило 497 осіб. Основні галузі зайнятості: виробництво — 30,4 %, освіта, охорона здоров'я та соціальна допомога — 17,7 %, роздрібна торгівля — 10,1 %, мистецтво, розваги та відпочинок — 6,2 %.